# Pteris tarandus
Pteris tarandus är en kantbräkenväxtart som beskrevs av Masahiro Kato och K. U. Kramer. Pteris tarandus ingår i släktet Pteris och familjen Pteridaceae. Inga underarter finns listade.